# Affirming a Disjunct

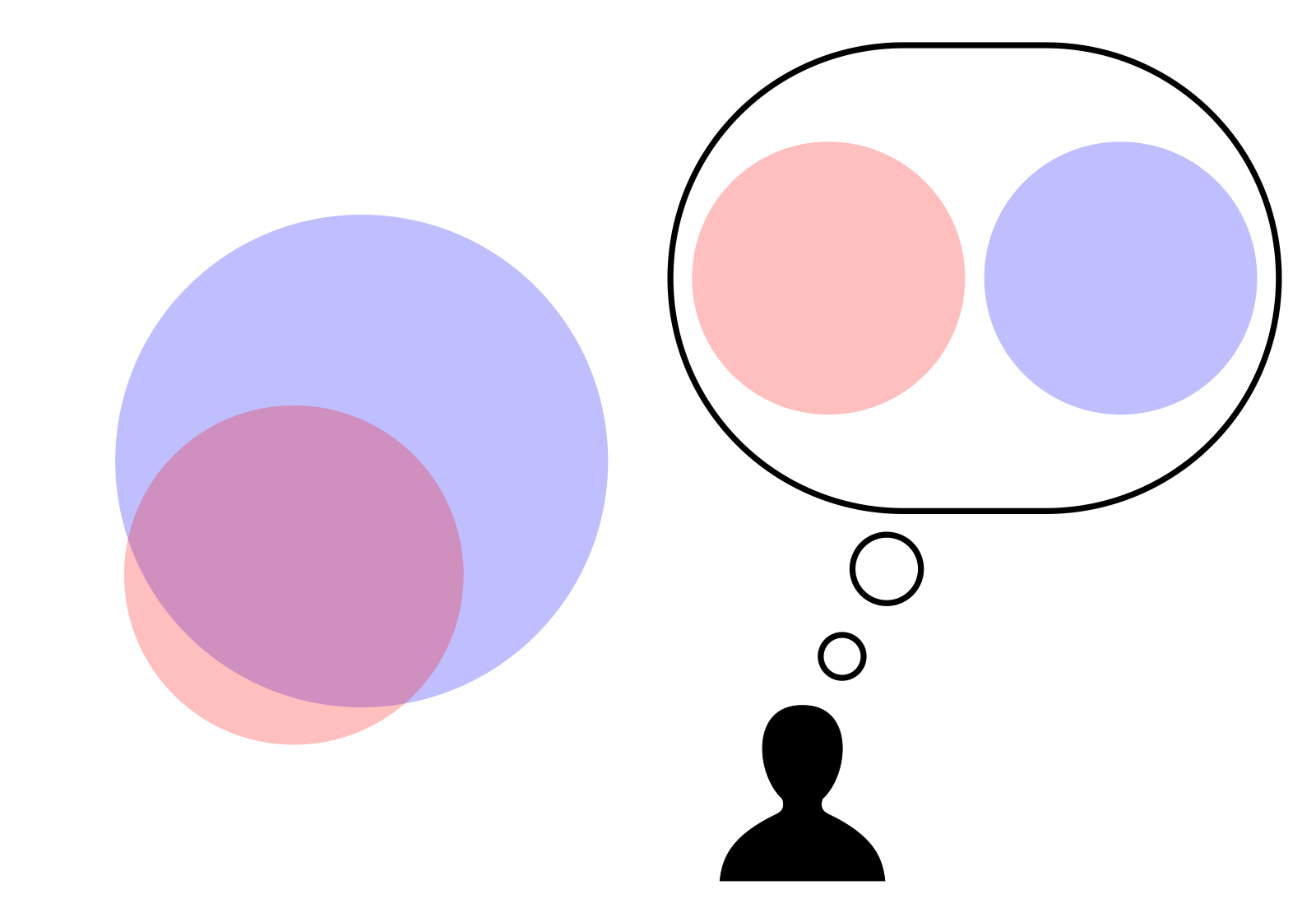
Affirming a Disjunct erfolgt nach dem Muster: Entweder A oder B; wenn es B ist, kann es nicht A sein. Dabei wird übersehen, dass das logische „oder“ zwei unterschiedliche Bedeutungen hat bzw. dass A und B – als Teil- oder Schnittmengen – auch gleichzeitig vorliegen können.

Als Affirming a Disjunct (engl. für „Bejahung einer Disjunktion“; auch: Asserting an Alternative [„Bestätigung einer Alternative“]) wird ein formaler Fehlschluss bezeichnet, der darin besteht, aus dem Zutreffen einer von zwei sich nicht ausschließenden Möglichkeiten fälschlicherweise das Nicht-Zutreffen der anderen abzuleiten.

## Schematische Darstellung
|       | (1) A ist wahr oder B ist wahr. |
|       | (2) B ist wahr.                 |
| Also: | (3) A ist falsch.               |

## Beispiele
„Wenn die Lampe nicht brennt, ist sie entweder ausgeschaltet oder kaputt. Sie ist ausgeschaltet, also ist sie nicht kaputt.“
„Um eine Freundin wie die von Tom zu haben, musst du entweder reich oder berühmt sein. Tom ist reich, also kann er nicht berühmt sein.“
„Ich kann nicht aufhören, von dieser Schokolade zu essen. Entweder liebe ich Schokolade wirklich sehr, oder es fehlt mir ernstlich an Willenskraft. Ich weiß, dass ich Schokolade wirklich liebe; an Willenskraft kann es mir also nicht fehlen.“
„Entweder Thomas Jefferson oder John Adams starb am 4. Juli 1826. Thomas Jefferson starb am 4. Juli 1826. Also starb John Adams nicht am 4. Juli 1826.“

## Abgrenzung
Der formale Fehlschluss des „Affirming a disjunct“ ist zu unterscheiden von:
- dem zulässigen Schluss des Disjunktiven Syllogismus: „Eine dunkle Lampe ist entweder ausgeschaltet oder kaputt. Sie ist nicht ausgeschaltet, also muss sie kaputt sein.“
- dem zulässigen Schluss des Konkunktiven Syllogismus: „Ein Licht kann nicht gleichzeitig rot und grün leuchten. Es leuchtet rot, also kann es nicht grün leuchten.“
- dem ebenfalls formalen Fehlschluss des Denying a Conjunct: „Ein Licht kann nicht gleichzeitig rot und grün leuchten. Es leuchtet nicht rot, also muss es grün leuchten.“ (Es könnte auch blau oder gar nicht leuchten.)
- dem informalen Fehlschluss des falschen Dilemmas, bei dem der Fehler nicht logisch im Schluss liegt, sondern sachlich in der Anfangsbehauptung: „Lichter können nur rot oder grün leuchten, etwas anderes gibt es nicht.“